# Maria Adelaide Amaral
Maria Adelaide Amaral (Alfena, 1º luglio 1942) è una drammaturga, scrittrice e sceneggiatrice portoghese naturalizzata brasiliana.

## Biografia
Portoghese del Valongo, ha soggiornato spesso in Brasile negli anni cinquanta, finendo per stabilirvisi dopo aver intrapreso gli studi universitari. Laureata in Storia del Giornalismo presso la Fundação Cásper Líbero, è stata per alcuni anni redattrice e consulente editoriale, dopodiché ha iniziato a scrivere romanzi, biografie e lavori teatrali. Nel 1979 ha collaborato per la prima volta alla sceneggiatura di una telenovela di Rede Globo. Negli anni 80 è diventata autrice e sceneggiatrice di miniserie televisive, sue principali attività ancora adesso. Nel 1987 ha ottenuto il premio Jabuti. Dal 1997 firma anche telenovelas, come autrice unica o autrice principale: ha sceneggiato tra le altre Garibaldi, l'eroe dei due mondi insieme a Walther Negrao e a Leticia Wierzchowski (autrice del romanzo da cui è stata tratta). Ma il successo più grande l'ha colto con la microserie Dalva e Herivelto: Uma Canção de Amor, esportata negli USA e candidata a due premi Emmy nel 2010  . Amica di Dercy Gonçalves, ha scritto la biografia autorizzata della diva e dopo la sua scomparsa ha realizzato una miniserie televisiva incentrata su di lei. È inoltre traduttrice dall'inglese e dallo svedese, soprattutto di opere teatrali.